# The Cricket
The Cricket er en amerikansk stumfilm fra 1917 af Elsie Jane Wilson.

## Medvirkende
- Zoe Rae
- Rena Rogers
- Fred Warren
- Harry Holden
- Winter Hall